# Straszewo (Ryjewo)
Straszewo (deutsch Dietrichsdorf i. Westpr., früher Straszewo) ist ein Dorf in der Landgemeinde (Gmina) Ryjewo (Rehhof) im Powiat Kwidzyński (Marienwerderer Kreis) der polnischen Woiwodschaft Pommern.

## Geographische Lage
Das Dorf liegt im ehemaligen Westpreußen, etwa zwölf Kilometer südlich von Stuhm (Sztum), 13 Kilometer nordnordöstlich von Marienwerder (Kwidzyn) und sechs Kilometer südöstlich von Rehhof (Ryjewo).

## Geschichte

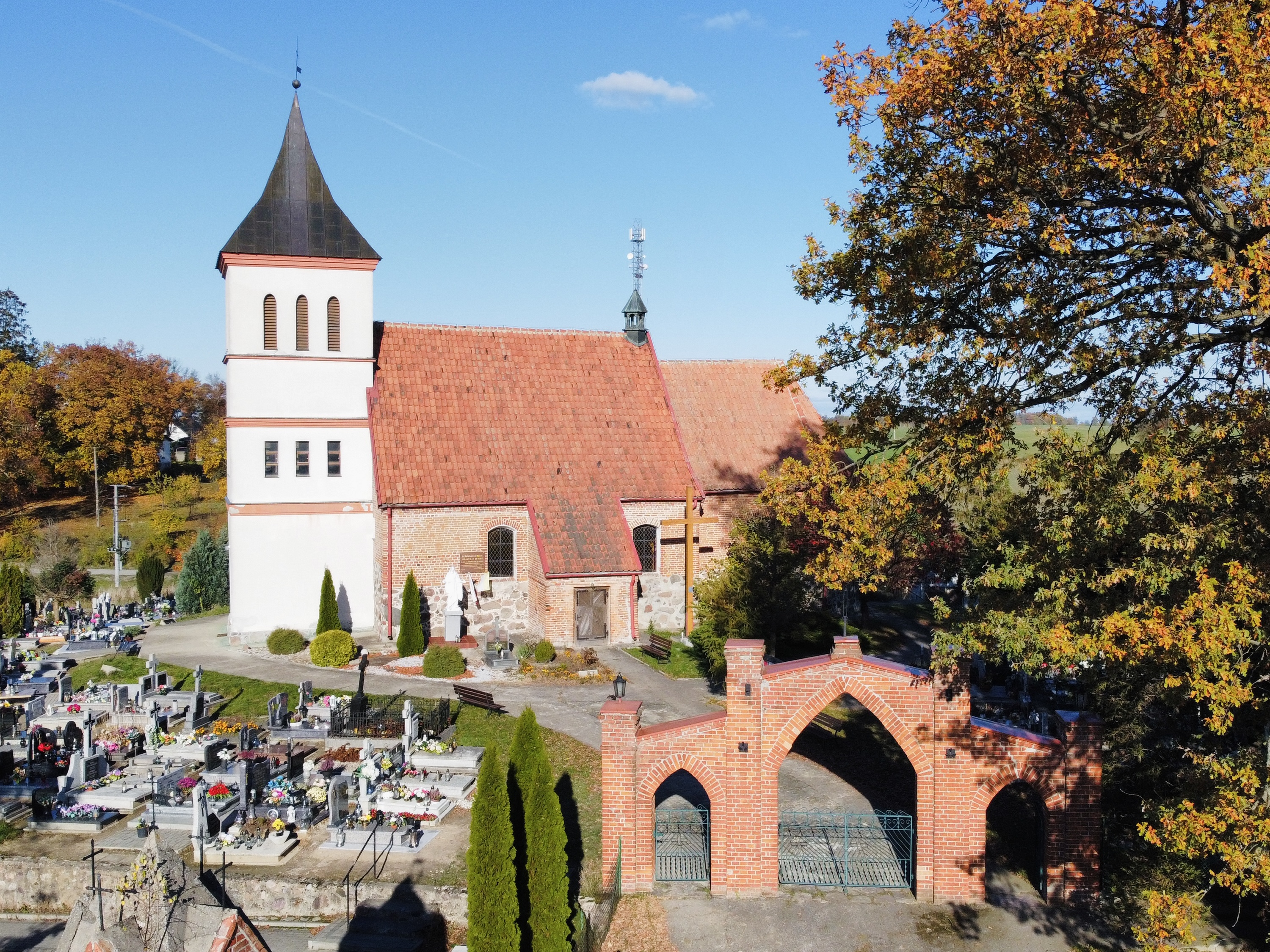
Katholische Dorfkirche (Oktober 2022)

Ältere Ortsbezeichnungen sind Stressewite (1242), Dietherichsdorf (13. Jh.), Dietrichsdorff (1411), Strassen (1548) und Dietrichsdorf oder Straszewo (1565). Der Deutschordens-Landmeister  Heinrich von Wida verlieh 1442 dem Dietrich von Tiefenau unter anderem drei preußische Dörfer, unter denen sich auch Straszewo befand, das später den Namen Dietherichsdorf führte. Das deutsche Bauerndorf zu kulmischem Recht, dessen Handfeste nicht mehr bekannt ist, hatte insgesamt 60 Hufen Land, von denen sechs Hufen der Freischulze besaß, vier Hufen die Pfarrei und von 50 Hufen im 14. Jahrhundert Zinsen an das Ordenshaus Marienburg abgeführt wurden. In der polnischen Zeit wurde das Dorf 1565 „Strasewo“ genannt und führte seither wieder seinen ältesten Namen; Besitzer des Dorfs um diese Zeit waren Jergen und Fabian Brant, die hier ein Vorwerk besaßen und außerdem noch Herren von Honigfelde waren.
Im Jahr 1945 gehörte die Gemeinde Dietrichsdorf zum Landkreis Stuhm im Regierungsbezirk Marienwerder im Reichsgau Danzig-Westpreußen des Deutschen Reichs. Dietrichsdorf  war Sitz des Amtsbezirks Dietrichsdorf (Westpr.).
Im Januar 1945 wurde Dietrichsdorf  von der Roten Armee besetzt. Nach Beendigung der Kampfhandlungen wurde die Region seitens der sowjetischen Besatzungsmacht zusammen mit ganz Hinterpommern und der südlichen Hälfte Ostpreußens – militärische Sperrgebiete ausgenommen – der Volksrepublik Polen zur Verwaltung überlassen. Dietrichsdorf wurde unter der Ortsbezeichnung „Straszewo“ verwaltet. Die einheimische deutsche Bevölkerung wurde mit wenigen Ausnahmen von der polnischen Administration aus Dietrichsdorf vertrieben.

### Demographie
| Jahr | Einwohner | Anmerkungen |
| ---- | --------- | --- |
| 1783 | –         | königliches Dorf und Erbpachts-Vorwerk, mit einer katholischen Filialkirche, 47 Feuerstellen (Haushaltungen), in Westpreußen                                           |
| 1818 | 296       | königliches Dorf mit zwei Vorwerken; davon 240 im Dorf, 37 im Vorwerk A und 19 im Vorwerk B                                                                            |
| 1852 | 514       | davon 428 im Dorf und 86 im Vorwerk |
| 1864 | 601       | darunter 490 im Dorf (darunter 45 Evangelische und 439 Katholiken), 37 im Gut A (sechs Evangelische, 31 Katholiken) und 74 im Gut B (acht Evangelische, 66 Katholiken) |
| 1885 | 545       | am 1. Dezember, davon 66 Evangelische und 479 Katholiken |
| 1910 | 608       | Landgemeinde, am 1. Dezember, darunter 46 Evangelische und 562 Katholiken; 526 Personen mit polnischer Muttersprache                                                   |
| 1933 | 634       | [ 9 ] |
| 1939 | 664       | [ 9 ] |

## Kirche
Die katholische Pfarrkirche des Dorfs und ihre Geschichte sind von Schmid 1909 ausführlicher beschrieben worden.
Die Protestanten der hier bis 1945 anwesenden Dorfbevölkerung gehörten zur evangelischen Pfarrei Rehhof.